# Louis Viereck

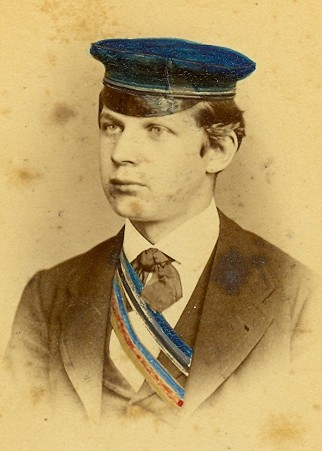
Louis Viereck (1870)

Louis Viereck (* 21. März 1851 in Berlin; † 6. September 1922 in Bad Wildungen) war ein deutscher sozialdemokratischer Politiker, Journalist und Naturheilkundler.

## Leben
Viereck war der Sohn der königlichen Hofschauspielerin Edwina Viereck und (vermutlich) ein illegitimer Sohn des späteren Kaisers  Wilhelm I. Nach dem Besuch eines Gymnasiums in Berlin studierte er ab 1869 Medizin an der Philipps-Universität Marburg. Er wurde Mitglied des Corps Teutonia Marburg. Am 22. Januar 1870 wurde er recipiert. Er machte den Deutsch-Französischen Krieg im Sanitätsdienst mit. Anschließend studierte er Rechts- und Staatswissenschaften an der  Friedrich-Wilhelms-Universität. Dort schloss er sich auch dem Corps Normannia Berlin an. Er war Gerichtsreferendar in Eberswalde, in Frankfurt (Oder) und am Kammergericht, blieb aber ohne Abschluss. 
Im Jahr 1877 trat Viereck der Sozialistischen Arbeiterpartei bei und arbeitete seit 1878 als Schriftsteller und Journalist vor allem für sozialdemokratische Blätter wie der Berliner Freien Presse, der Berliner Nachrichten und die Zukunft. Im Februar 1879 wurde er auf Grund des Sozialistengesetzes aus Berlin ausgewiesen und lebte in Leipzig. Dort war er Geschäftsführer der Assoziationsdruckerei. Zwischen November 1880 und 1881 machte er zusammen mit Julius Vahlteich eine Agitationsreise durch die USA, um Spendengelder für die illegale Partei zu sammeln. 
1878 und 1881 war Viereck Reichstagskandidat der sozialdemokratischen Partei für Magdeburg. In den Jahren 1884 bis 1887 war er Mitglied des Reichstages. Daneben war er zwischen 1881 und 1894 Herausgeber zahlreicher (meist rasch verbotener) Zeitungen und Zeitschriften vor allem in Süddeutschland (dazu gehörten u. a. die Süddeutsche Post, das Münchener Extrablatt und Gerichtszeitung, der Süddeutsche Postillion, das Recht auf Arbeit, die Thüringer Post, die Münchener Post sowie die Deutsche Manufakturzeitung). Im Konflikt mit dem Vorsitzenden der BayernSPD Georg von Vollmar musste Viereck die Redaktion der Münchener Post 1890 verlassen; diese ging in den direkten Besitz der bayerischen SPD über. Im August 1886 wurde Viereck zusammen mit August Bebel im sogenannten Geheimbundprozess zu neun Monaten Gefängnis verurteilt. 
Nach parteiinternen Konflikten von der Wydener Konferenz 1887 sämtlicher Parteifunktionen enthoben, zog Viereck sich 1889 ganz aus der Politik zurück. Er lebte in den folgenden Jahren vor allem in Berlin und München und widmete sich der Naturheilkunde. So war er 1890 Vorsitzender des Vereins für naturgemäße Gesundheitspflege und des Nationalvereins zur Hebung der Volksgesundheit sowie Herausgeber von Die Gesundheit und der Wörishofner Blätter, des Menschenfreund und der Hygienischen Korrespondenz. Im Oktober 1896 emigrierte Viereck in die  Vereinigten Staaten. Er arbeitete dort zunächst als Korrespondent für deutsche Zeitungen. Seit 1909 war er Herausgeber von Der Deutsche Vorkämpfer, seit 1910 Rundschau zweiter Welten, später von The Fatherland und American Monthly. Im Jahr 1909 kehrte er wegen einer Krankheit nach Deutschland zurück und hielt sich bis 1919 vorwiegend in Berlin auf, trat jedoch in der Öffentlichkeit kaum noch hervor.
Verheiratet war er seit 1881 mit Laura Viereck. Aus der Ehe ging der deutsch-amerikanische Schriftsteller George Sylvester Viereck (1884–1962) hervor. Peter Viereck (1916–2006) war ein Enkel.

## Schriften
- Statistische Tafel der sozialistischen Wahlen von 1867–1881. Zusammengestellt und im Selbstverlage herausgegeben, 2. Auflage, [München 1882] (Digitalisat).
- Was der Reichstag that und was er nicht that! Rechenschafts-Bericht für die Wähler des 13. sächsischen Wahlkreises gehalten am 18. Mai 1885, L. Viereck, München 1885 (Sozialpolitische Zeit- und Streitfragen, Bd. 18) (Digitalisat).
- Amerikanische Kolonialpolitik. In: Koloniale Monatsblätter, Jg. 15, 1913, S. 182–191, S. 285–288, 297–316, 404–416, 556–570.